# Evangelický kostel (Kameňany)
Evangelický kostel v Kameňanech na Slovensku je původně románský kostel, který byl 6. května 1963 prohlášen za národní kulturní památku Slovenské republiky. Jedná se o jednolodní středověkou stavbu s výraznou apsidou. Stavba nese prvky románského, gotického a barokního slohu s cennými freskami v interiéru.

## Historie
Evangelický kostel v Kameňanech je jednolodní kostel s půlkruhovou apsidou. Kameňany (hist. Kövi, Castrum Kowi) jsou jednou z nejstarších obcí Gemeru. Poprvé jsou zmiňovány v darovací listině krále Bély IV. z roku 1243, kdy daroval panství Ditrichovi a Filipovi Bebekovi. V obci byl založen františkánský klášter, jehož pozůstatkem je zmíněný kostel. Původní patrocinium svatého Ladislava je doloženo v roce 1688. Jeho románský původ připomíná půlkruhová apsida se zaslepeným východním oknem. Historik Václav Mencl ve své studii "Středověká architektura na Slovensku" zařadil kamenný kostel mezi románské kostely pozdně románského období. Vedle kostela stojí budova bývalé církevní školy, která svědčí o někdejší slávě a bohatství Kameničan. V obci se nachází také františkánský klášter, který zanikl v 15. století.

## Architektura kostela
Apsida, mnohem nižší než původní loď, je zaklenuta hladkou konchou zdobenou barokním štukovým zrcadlem. Triumfální oblouk s lomenou archivoltou, tvořenou opracovaným kamenem se soklem a jednoduše profilovanou římsou. Loď byla původně plochostropá, v renesanci zaklenuta valenou klenbou s lunetami. Protože renesanční klenba je podstatně nižší než původní dřevěný strop, dostaly se šambrány původních gotických oken do krovů. V 18. století byly na půdě objeveny také gotické fresky, které pokrývaly stěnu nad triumfálním obloukem. V 19. století byl prostor svatostánku obohacen o klasicistní oltář s centrální olejomalbou od Jozefa Czauczika. Varhany z roku 1804 jsou dílem Františka Eduarda Pecníka.

## Fresky
O existenci fresek v kameňanském kostele se vědělo především díky dochovaným fragmentům středověké výzdoby čelní stěny lodi nad triumfálním obloukem, které se do půdního prostoru dostaly po zaklenutí lodi v 18. století. Všeobecně známé jsou od roku 1876, kdy se o nich zmínil I. Nagy v časopise "Torténelmi Lapok" (Historické noviny). V současné době je stav fresek ve špatném stavu a jsou špatně čitelné. Dochovaly se pouze tři postavy andělů v životní velikosti na pravé straně. Omítky a malby potřebují konzervaci, i když proces jejich degradace byl nyní zastaven.
V roce 1958 provedli studenti Vysoké školy výtvarných umění v Bratislavě pod vedením profesora Karola Veselého ověřovací sondy v rozsahu dvou sond v presbytáři za oltářem a dvou sond na jižní stěně lodi. V sondách v presbytáři odkryli části dvou figur v nadživotní velikosti se zbytky pastiglií a reliéfy svatozáří. První sonda na severní svislé stěně lodi odhalila středověkou freskovou výzdobu a druhá na klenbě jednoduchou výzdobu z období baroka.
Milan Togner ve svém výzkumu z roku 1977 na základě sond za oltářem určil, že malba nese rysy lombardské malby trecenta.
Původ maleb byl na základě výzkumu a restaurátorských prací prováděných od roku 2011 a předběžného výzkumu Evy Szakálosové datován do počátku 15. století. Autorství fresek je v současnosti na základě výzkumu týmu restaurátorů Petra Koreňa, Juraje Gregorka a Martina Vojtka připisováno sienskému malíři.
Použití techniky "puncování" povrchu omítky ornamenty není v současnosti známo z jiného místa na území historických Uher včetně dnešního Slovenska.
V lodi kostela byla na severní stěně ve zvětšené sondě nalezena freska s námětem sv. Anny Samotřetí a Panny Marie v mandorle, malovaná v duchu italské renesance. Tyto nálezy jsou předmětem zkoumání.
Při výkopech byla v pozadí nalezena románská sedile s gotickou freskou s námětem tří svatých biskupů a gotické pastoforium.

## Galerie

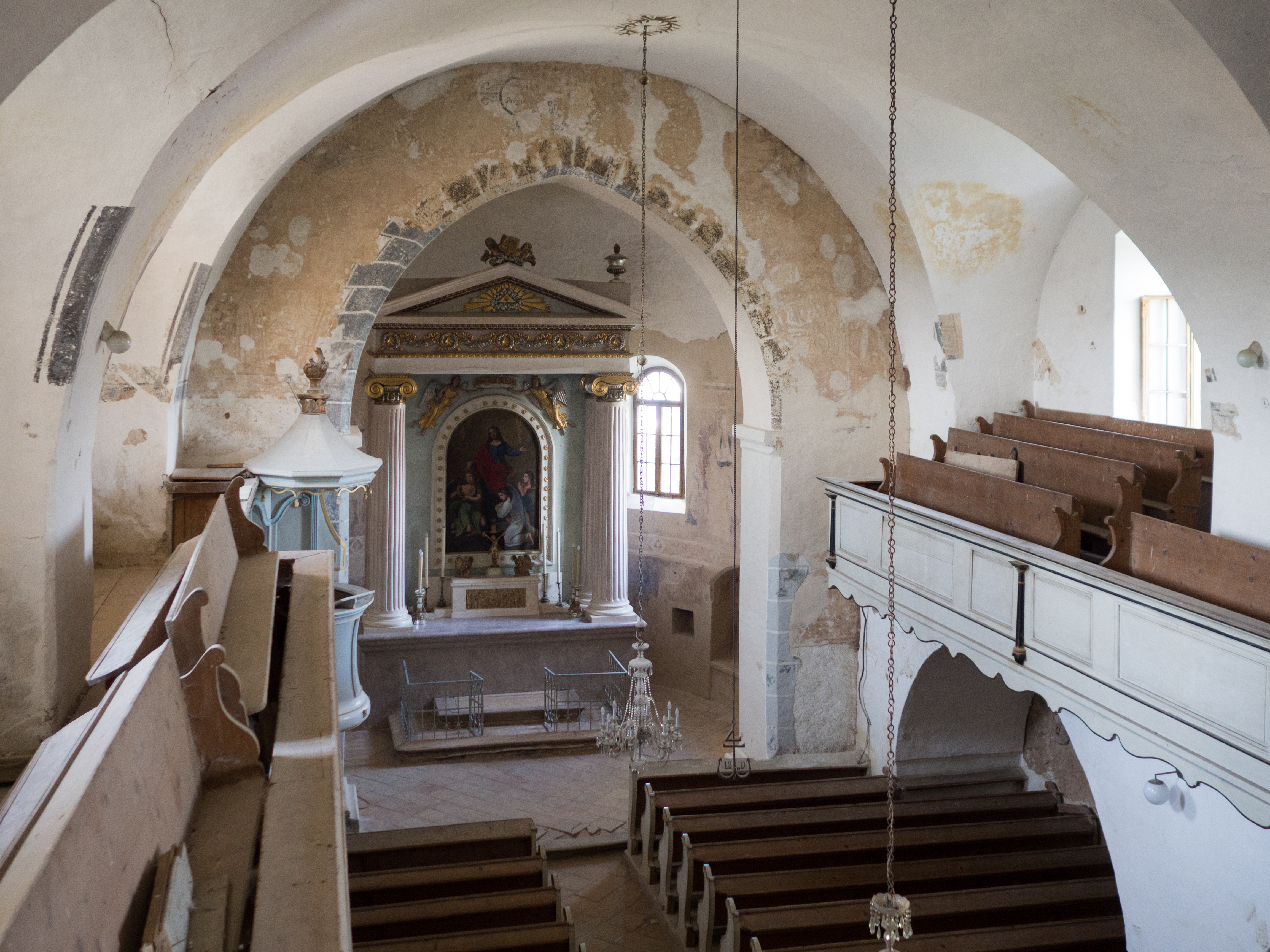
Pohled z empory na oltář
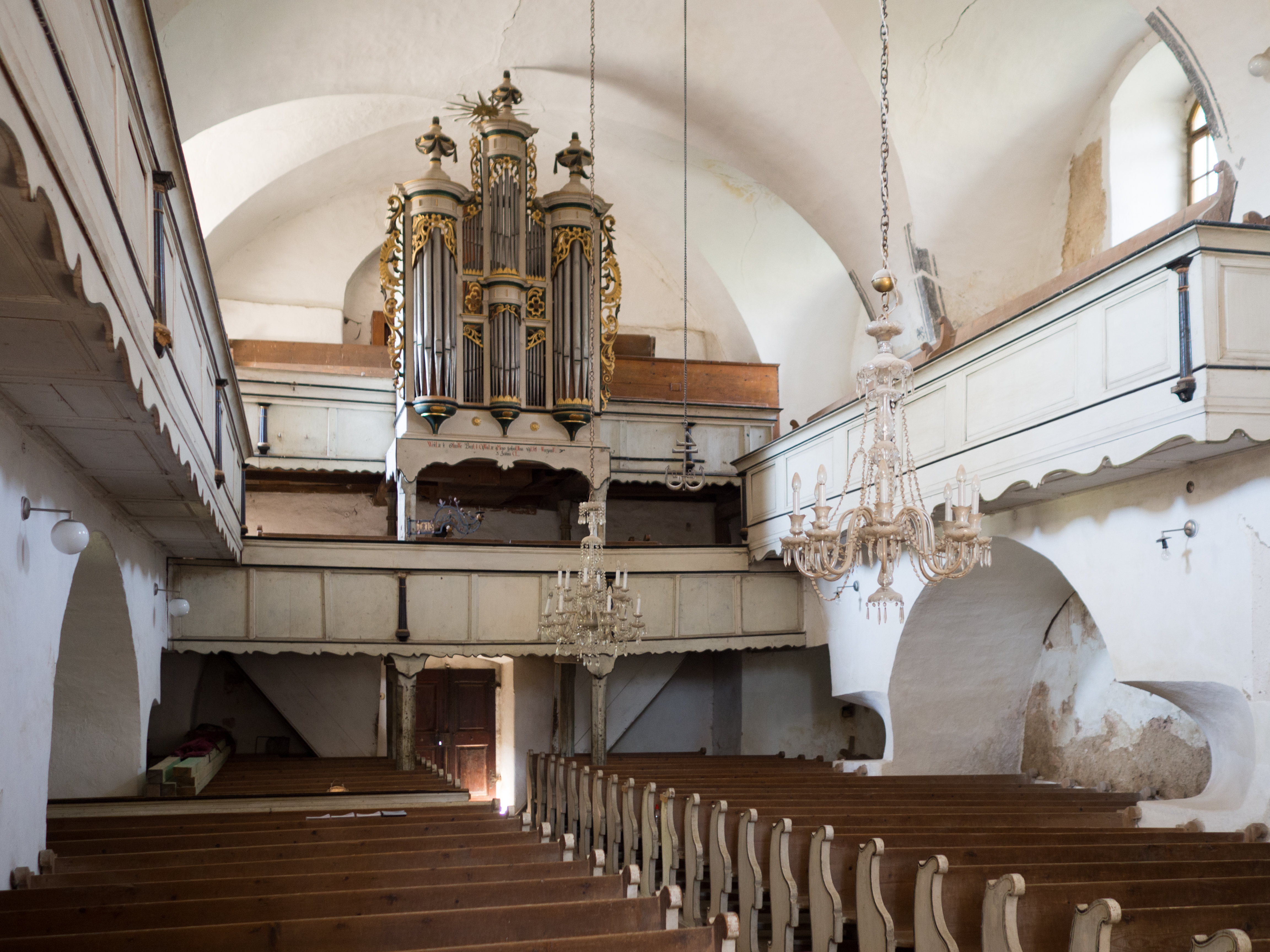
Empora s varhany
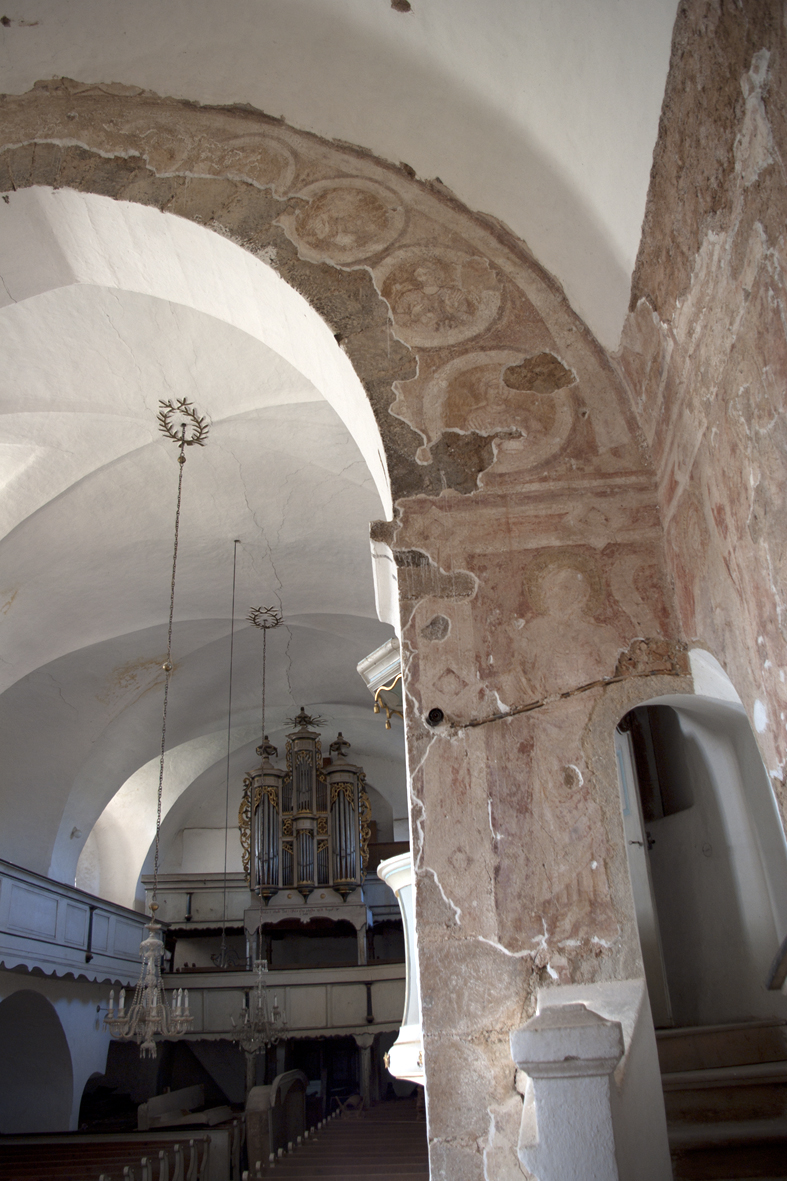
Vítězný oblouk s freskami
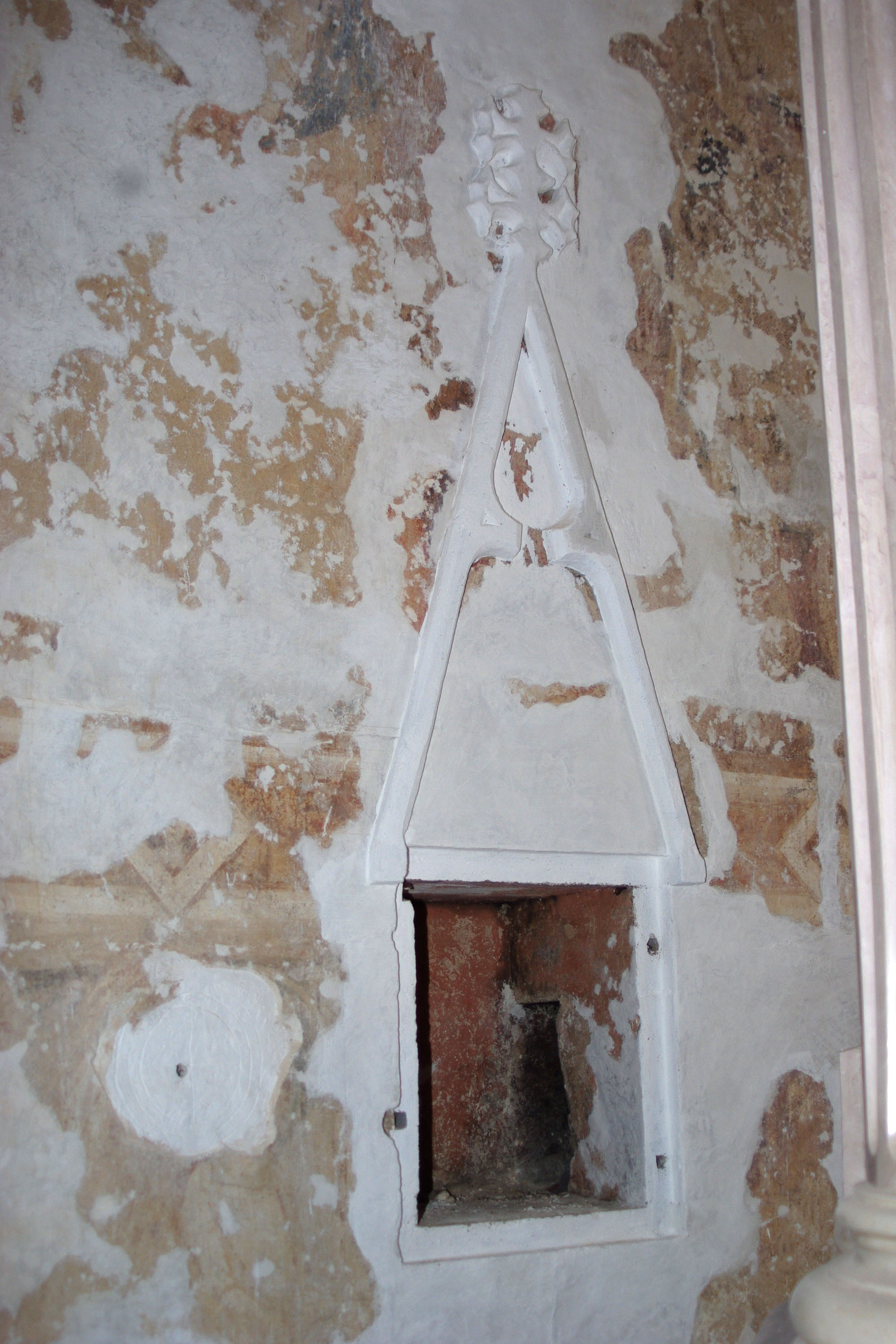
Gotické pastofórium
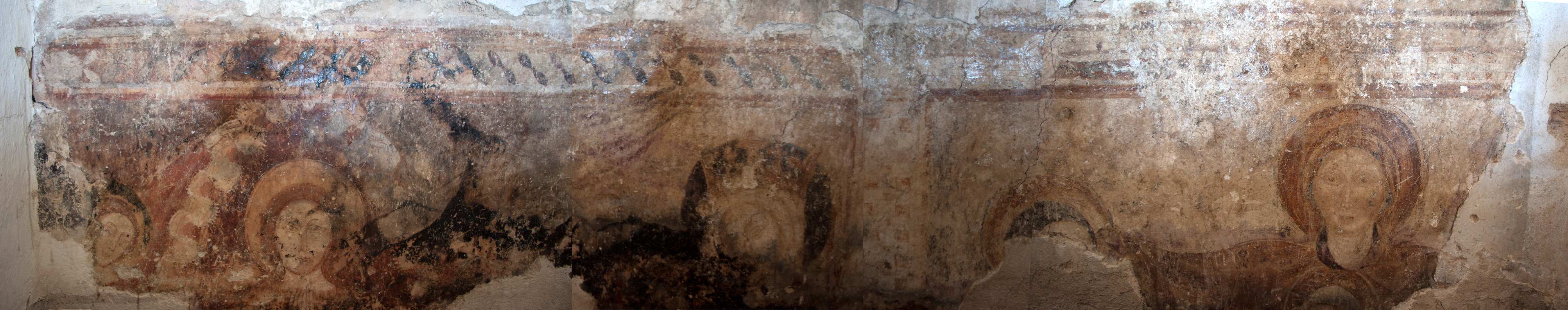
Panoráma fresek nad emporou
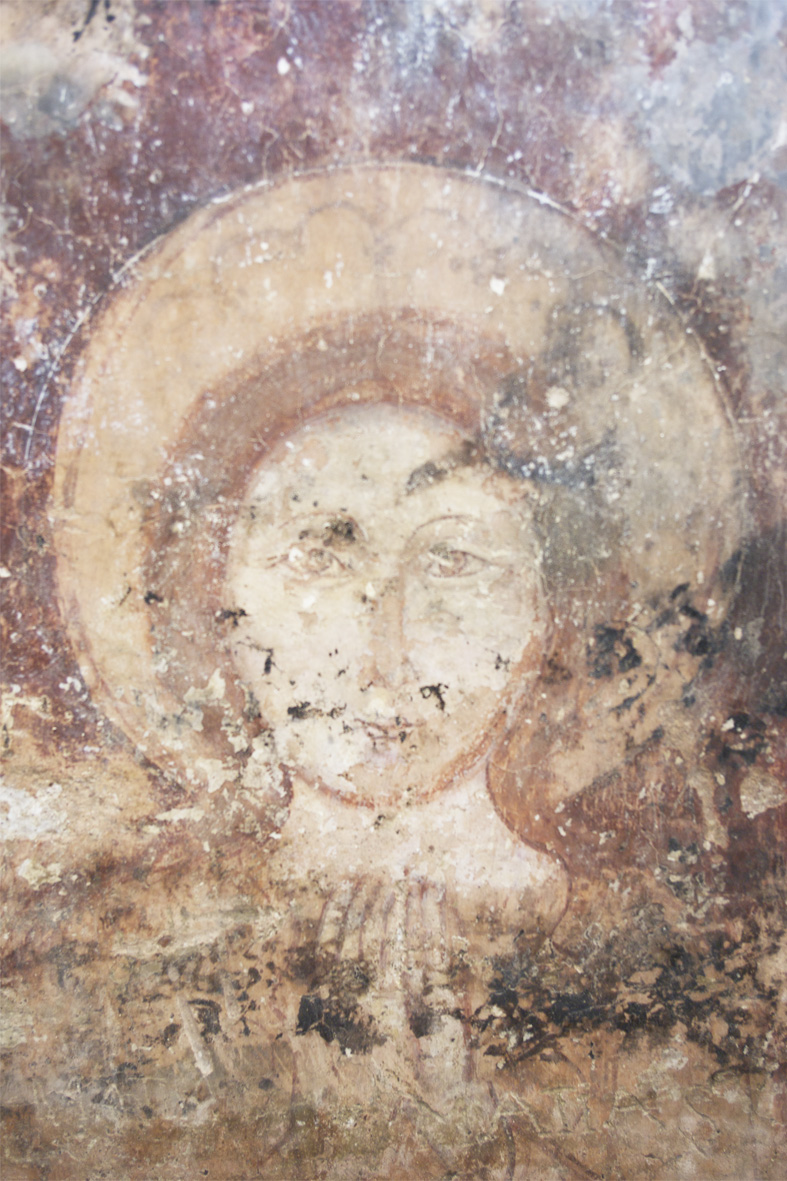
Panna Mária na fresce
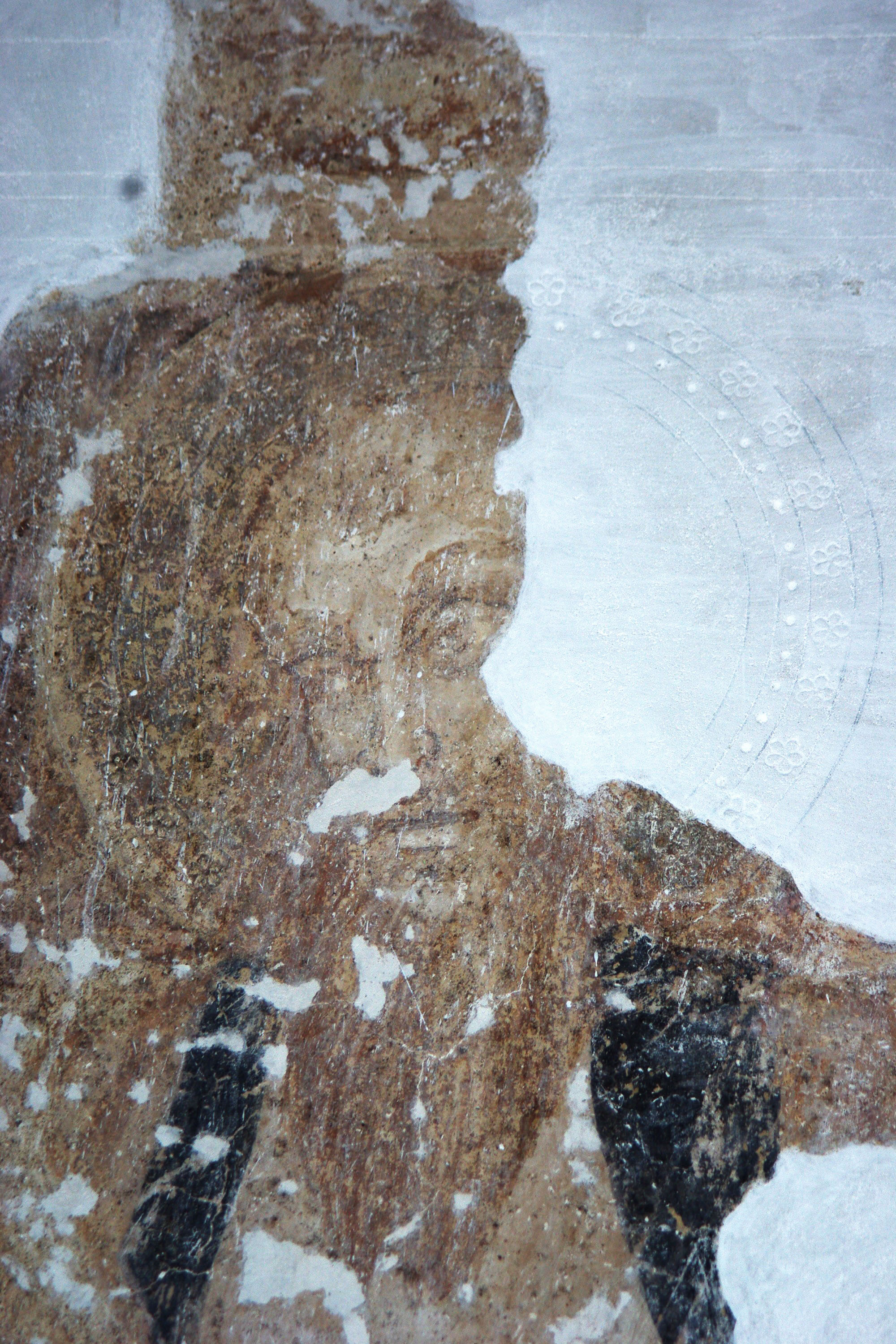
Detail fresky apoštola
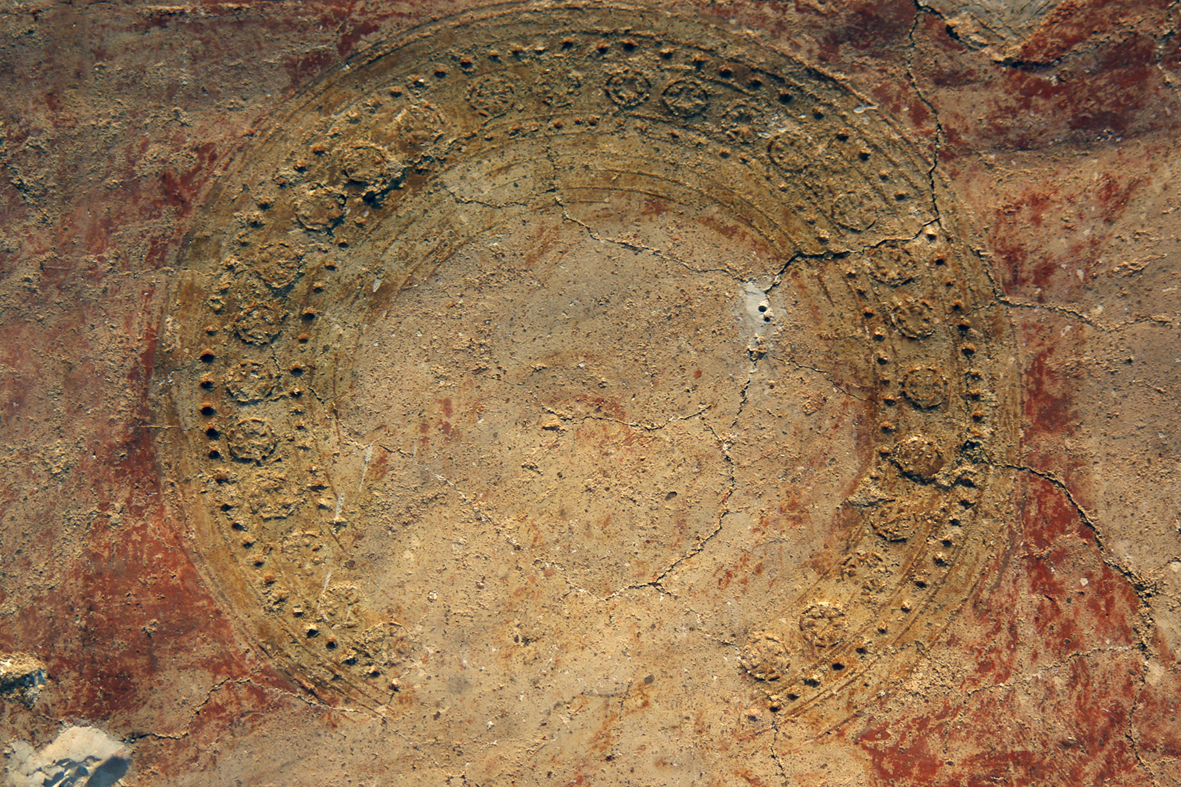
Detail fresky apoštola s gloriolou
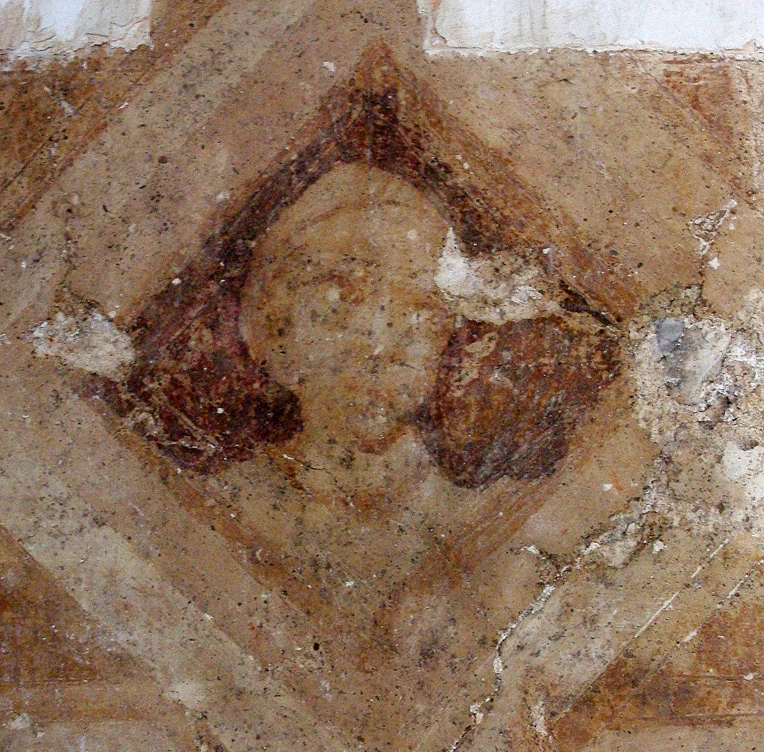
Detail fresky zobrazující hlavičku v bordúře
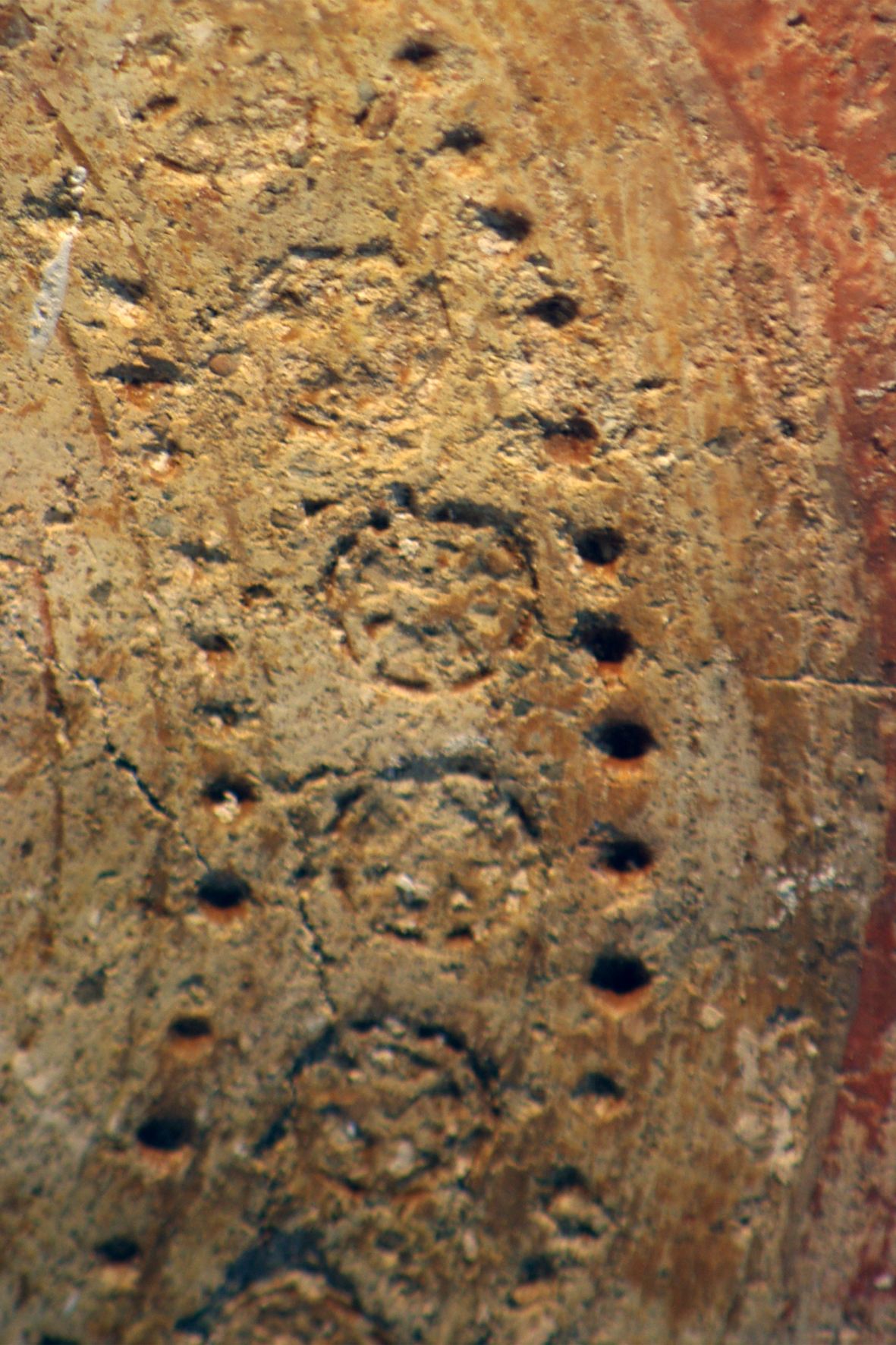
Detail reliéfníj výzdoby, tzv. pastiglia